# Aitutaki
Aitutaki, známý též jako Araura, je jeden z ostrovů v souostroví Cookovy ostrovy. Nachází se severně od Rarotongy. Žije na něm přibližně 2 000 obyvatel. Je druhým nejnavštěvovanějším ostrovem celého souostroví. Hlavní město je Arutanga, nacházející se na západní straně ostrova.